# Ms. Marvel
Ms. Marvel to nazwa kilku fikcyjnych superbohaterek pojawiających się w komiksach wydawanych przez Marvel Comics. Postać została pierwotnie wymyślona jako żeński odpowiednik Captain Marvel. Podobnie jak Captain Marvel, większość posiadaczy tytułu Ms. Marvel zyskuje swoje moce dzięki technologii Kree lub genetyce. Marvel wydał cztery publikowane serie komiksowe zatytułowane „Ms. Marvel ”, z których dwa pierwsze powstały z udziałem Carol Danvers, a trzeci i czwarty z udziałem Kamali Khan. Ms. Marvel była najwyżej notowaną postacią kobiecą na liście Top Avengers IGN, zajmując 11. miejsce.

## Carol Danvers
Carol Danvers, pierwsza postać, która używała pseudonimu Ms. Marvel, po raz pierwszy pojawiła się w Marvel Super-Heroes #13 (marzec 1968) stworzona przez pisarza Roya Thomasa i artystę Gene'a Colana jako oficer bez supermocy w Siłach Powietrznych Stanów Zjednoczonych. Ranna w wyniku kolizji z superbohaterem Kree Captain Marvel w Captain Marvel #18 (listopad 1969), Danvers pojawia się ponownie w Ms. Marvel #1 (styczeń 1977) z super mocami wynikającymi z eksplozji, co spowodowało, że jej DNA połączyło się z DNA Captain Marvel. Jako Ms. Marvel, Danvers staje się filarem zespołu superbohaterów The Avengers, zaczynając od The Avengers nr 171 (maj 1978). Danvers używa dalej kryptonimów Binary  i Warbird. W lipcu 2012 roku Danvers przyjmuje tytuł Captain Marvel na cześć  zmarłego, oryginalnego nosiciela, Mar-Vella, po tym, jak Kapitan Ameryka mówi jej, że Mar-Vell chciałby, aby go miała.

## Sharon Ventura
Sharon Ventura, druga postać używająca pseudonimu Ms. Marvel, po raz pierwszy pojawiła się w The Thing #27 (wrzesień 1985), autorstwa Mike'a Carlina i Rona Wilsona, jako kaskaderka z Thunderiders, gdzie poznała The Thing. W The Thing #35 (maj 1986), Ventura zgłosiła się na ochotnika do eksperymentu Powera Brokera, aby otrzymać supermoce i dołączyć do Federacji Wrestlingu Klas Unlimited z The Thing, przyjmując imię Ms. Marvel. Ventura później sama dołącza do Fantastycznej Czwórki w Fantastycznej Czwórce nr 307 (październik 1987) i po trafieniu promieniami kosmicznymi w Fantastycznej Czwórce nr 310 (styczeń 1988), ciało Ventury mutuje upodobniając się do ciała The Thing i otrzymuje przydomek She-Thing.

## Karla Sofen
Dr Karla Sofen, superzłoczyńca znana jako Moonstone, po raz pierwszy pojawiła się jako dziewczyna doktora Faustusa w Captain America nr 192 (grudzień 1975) autorstwa Marva Wolfmana i Franka Robbinsa. W The Incredible Hulk tom. 2 #228 (październik 1978) Sofen zostaje psychiatrą złoczyńcy Moonstone, znanego również jako Lloyd Bloch. Sofen nakłania Blocha do podarowania jej meteorytu, który go wzmacnia, a ona przyjmuje imię i umiejętności Moonstone. Podczas fabuły „Dark Reign” Sofen dołącza do grupy Avengers Normana Osborna, znanej jako Dark Avengers, jako sobowtór poprzedniej Ms. Marvel, Carol Danvers, otrzymując kostium podobny do oryginału Danversa (Danvers nosił kostium Warbirda  w tym czasie). Sofen staje się tytułową postacią serii Ms. Marvel, począwszy od numeru #38 (czerwiec 2009), dopóki Danvers nie przejmie tytułu z powrotem w numerze #47 (styczeń 2010).

## Kamala Khan
Kamala Khan, stworzona przez Sanę Amanat, G. Willow Wilson i Adriana Alphonę, jest czwartą postacią, która przyjęła imię Ms. Marvel. Khan po raz pierwszy pojawiła się w Captain Marvel #14 (sierpień 2013) i jest 16-letnią pakistańską Amerykanką z Jersey City w New Jersey, która uwielbia Carol Danvers. Khan dostała swoją własną serię Ms. Marvel, której premiera miała miejsce w lutym 2014 roku, stając się pierwszą muzułmańską tytułową postacią Marvel Comics. Pierwszy zebrany tom z tej serii, Ms. Marvel Volume 1: No Normal, zdobył nagrodę Hugo 2015 za najlepszą opowieść graficzną.
Ms. Marvel, aktorski serial telewizyjny, skoncentrowany na postaci Kamali Khan, zadebiutował na Disney+ 8 czerwca 2022 r. w ramach Filmowego Uniwersum Marvela. Khan gra Imana Vellani.  Vellani powtórzy swoją rolę w filmie aktorskim Marvels (2023).